# Lonicera interrupta
Espèce
Classification phylogénétique
Lonicera interrupta est une espèce de plantes du genre des chèvrefeuilles et de la famille des caprifoliacées.